# Real Sitio (novela)
Real Sitio es una novela del escritor español José Luis Sampedro publicada en 1993 por Ediciones Destino. Forma parte, junto con Octubre, octubre (1981) y La vieja sirena (1990), de la trilogía Los círculos del tiempo, aunque las tres novelas no comparten ni historia ni personajes.

## Argumento
Real Sitio se desarrolla en dos momentos muy concretos de la historia del Real Sitio y Villa de Aranjuez. Por un lado, narra la historia de Marta, la nueva bibliotecaria del Palacio Real de Aranjuez, hacia 1930. Marta tendrá acceso a documentos y libros antiguos que la transportarán al Aranjuez de 1807. Es en esta segunda época donde transcurre la segunda historia, situada en la corte de Carlos IV, donde por un lado, Manuel Godoy, el Príncipe de la Paz, hará negocios ocultos con Napoleón para la invasión francesa de Portugal, y por otro, los partidarios de Fernando, el Príncipe de Asturias, intentarán acabar con Godoy y el propio monarca. Mientras los personajes de la primera historia se encuentran en los albores de la Segunda República Española (1931), los segundos se encaminan irremediablemente hacia el famoso Motín de Aranjuez (1808).
- Datos: Q6102123